# Ютландска битка
Ютландска битка (също битка при Скагерак, на английски: Battle of Jutland; на немски: Skagerrakschlacht; 31 май – 1 юни 1916) е най-голямото морско сражение от Първата световна война между германския и британския флот. Протича в Северно море близо до датския полуостров Ютланд, в пролива Скагерак.
Германският флот цели да примами, хване в капан и унищожи част от британския флот, тъй като германските съдове са недостатъчно, за да влязат в открита битка с британските. Това е част от по-голяма стратегия, целяща да се прекъсне британската блокада на Германия, което би предоставило излаз на немските съдове към Атлантическия океан. От друга страна британският флот следва стратегия, имаща за цел да влиза в схватки с германския флот и да го унищожи. След интензивната битка с множество маневри, включваща три отделни сражения, и двете страни обявяват победа.

## Контекст и планиране

### Германско планиране
Разполагайки с 16 дредноута срещу 28 на Кралските ВМС, германският флот на откритото море няма голям шанс да спечели пряка конфронтация. Поради тази причина германците приемат стратегията „разделяй и владей“. Те започват набези в Северно море и бомбардират английското крайбрежие с цел да привлекат малки британски ескадри, които по-късно могат да унищожат с по-големите си сили или подводници.
През януари 1916 г. адмирал Хуго фон Пол, командирът на германския флот, се разболява. Той е заместен от адмирал Райнхард Шеер, който вярва, че флотът е бил използван твърде дефанзивно, има по-добри кораби и по-опитен екипаж от британците и следва да влезе в схватка с тях. Шеер вярва, че германската военноморска стратегия трябва да нанесе щети по английския флот чрез нападения срещу силите им, блокиращи Хелголандския залив, както и чрез полагане на морски мини близо до британския бряг и удари с подводници, когато е възможно. След като се достигне равенство на силите в резултат от тези операции, всичките германски сили трябва да се подготвят за влизане в битка при неблагоприятни за врага обстоятелства.
На 25 април 1916 г. е взето решение от германското адмиралтейство да се спрат безразборните подводни нападения срещу търговски съдове. Това се случва след протести от неутрални държави, в частност САЩ, че техни граждани са станали жертви на нападения. Германия се съгласява бъдещите нападения да се случват в съответствие с международните правила, които изискват нападателя да даде предупреждение и достатъчно време на екипажа на съдовете да избяга. Шеер смята, че не е възможно да се продължи с атаките при тези условия, които отнемат предимството на тихото приближаване на подводниците и ги правят уязвими към дори малокалибрени оръдия. Вместо това той се залавя да разгърне подводния флот.
Надеждите са, че след успешно германско подводно нападение, бързите британски разрушители ще се ангажират с противоподводни операции. Смята се, че ако германците успеят да хванат британците на очакваните места, съществуват добри перспективи за поне частично пренастройване на баланса между военноморските сили. След това Шеер планира да примами британците към германския флот, да го нападне от засада и да го унищожи.

#### Разгръщане на подводниците
Съставен е план за стациониране на подводници близо до британските военноморски бази, след което да се предприемат действия, които да привлекат британските кораби към дебнещите ги подводници. Линейният крайцер „Зайдлиц“ е повреден от предишно сражение, но чака поправки през май, така че е натоварен с операцията за 17 май 1916 г. Към началото на май са открити проблеми с охладителите на корабите, поради което операцията е отложена за 23 май. Десет подводници (U-24, U-32, U-43, U-44, UC-47, U-51, U-52, U-63, U-66 и U-70) получават заповеди да патрулират из Северно море между 17 и 22 май, след което да заемат изчакващи позиции. U-43 и U-44 заемат позиция в протока Пентланд Фърт (Шотландия), който е вероятно да бъде прекосен от британски части при излизането им от Скапа Флоу. Останалите подводници продължават към Фърт оф Форт, изчаквайки линейни крайцери да потеглят от Росайт. Всяка подводна лодка разполага с определен район, в който може да се движи, без да бъде засечена, но има заповед да не го напуска. По време на първите патрули в Северно море, подводниците са инструктирани да плават само в посока север-юг, така че ако бъдат забелязани от вражески съд, той да си помисли, че те се връщат от операции на западния бряг (при което трябва да заобиколят северната част на Великобритания). Веднъж достигнали крайните си позиции, лодките са под строги заповеди да избягват преждевременното си откриване, което би издало операцията. Съгласувано е да се изпрати кодиран сигнал на подводниците в самото начало на операцията.
Освен това UB-27 е изпратена на 20 май с нареждане да се промъкне във Фърт оф Форт покрай остров Мей. U-46 получава заповеди да патрулира покрай брега на Съндърланд, който е избран за провеждане на заблуждаващо нападение, но поради проблеми с двигателя си подводницата не успява да напусне базата и U-47 е изпратен за тази задача. На 13 май U-72 е изпратена да положи мини във Фърт оф Форт, а на 23 май U-74 тръгва към Морей Фърт, където да положи мини. На 24 май U-75 е изпратена с подобна мисия западно от островите Оркни. UB-21 и UB-22 са изпратени на патрул около Хъмбър, където (неправилни) доклади споменават за наличието на британски кораби. U-22, U-46 и U-67 са позиционирани северно от Терсхелинг, където да предоставят защита срещу намеса от британските леки сили, стационирани при Харидж.
На 22 май 1916 г. става ясно, че „Зайдлиц“ все още не е непромокаем след поправката и няма да бъде готов поне до 29 май. Подводниците в засада вече започват да изпитват трудности от своя страна – видимостта близо до брега често е слаба, поради мъглата, а условията в морето са или толкова спокойни, че най-малката вълничка от перископ би издала местоположението на подводниците, или са толкова бурни, че е трудно съдът да се задържи на една и съща дълбочина. По това време британците се усещат за необичайната подводна активност и изпращат патрули, които да прогонят подводниците. UB-27 преминава покрай Бел Рок през нощта на 23 май по пътя си към Фърт оф Форт, както е по план, но спира поради проблем с двигателя. След като проблемът е отстранен, подводницата продължава по пътя си, плавайки в дирите на търговски съдове, и достига залива Ларго на 25 май. Там подводницата се оплита в мрежи, които засягат едното от витлата ѝ, принуждавайки съдът да изостави операцията и да се върне. U-74 е засечена от четири въоръжени траулера на 27 май и е потопена на 40 km югоизточно от Питърхед. U-75 полага мините си близо до Оркни, които, макар да не изиграват никаква роля в битката, са отговорни за потапянето на крайцера „Хемпшир“, превозващ лорд Хърбърт Кичънър към Русия на 5 юни. U-72 е принудена да прекрати мисията си без да положи мините си, когато нефтен разлив довежда до това, че подводницата започва да оставя видима следа зад кърмата си.

#### Цепелини
Немците поддържат флот от цепелини, които използват за въздушно разузнаване, а понякога и за бомбардиране. Планираното нападение срещу Съндърланд включва цепелини, които да известят наближаването на британския флот от север, който иначе би могъл да изненада нападателите.
Към 28 май силните североизточни ветрове правят невъзможно изпращането на цепелините, така че нападението се налага да бъде отложено. Подводниците могат да останат на пост едва до 1 юни, преди провизиите им да свършат и да трябва да се върнат, така че решение относно нападението трябва да се вземе бързо.
Решено е да се прибегне до алтернативен план, изоставяйки атаката срещу Съндърланд, като вместо това се изпрати патрул от линейни крайцери към Скагерак, където е вероятно той да срещне търговски кораби, превозващи британски товари, и придружаващите ги крайцерни патрули. Преценено е, че това може да се осъществи без поддръжка от въздуха, тъй като действията ще бъдат много по-близо до Германия. Разузнаването ще се предоставя от крайцери и торпедни лодки.
Заповедите за алтернативния план са издадени на 28 май, макар и с надеждата че подобряване на метеорологичните условия в последния момент би позволило първоначалният план да продължи. Германският флот се прегрупира при Вилхелмсхафен и получава нареждане да бъде в готовност да отплава след полунощ на 28 май.
Към 14:00 часа на 30 май вятърът все още е твърде силен и е взето последно решение в полза на алтернативния план. Кодираният сигнал е изпратен на корабите от флота, за да ги информира, че операцията при Скагерак ще започне на 31 май. Изпраща се и сигнал за уведомление на подводниците, но само две от тях, U-66 и U-32, го получават.

### Британски отговор
За нещастие на германците, британските сили са се сдобили с копие от главната германска книга с кодове от лекия крайцер „Магдебург“, на който се качват руски сили, след като корабът засяда в плитчина в руски териториални води през 1914 г. По този начин немската радиокомуникация бързо се дешифрира и британското адмиралтейство е в течение с намеренията на германците. Британските сили поддържат радиопеленгация върху германските военноморски сигнали. Така те прихващат и дешифрират германски сигнал на 28 май, предоставящ достатъчно доказателства, че германският флот се раздвижва в Северно море. Прихванати са последващи сигнали, които макар да не са разшифровани, потвърждават, че вероятно предстои мащабна операция. Към 11:00 часа на 30 май Джон Джелико е предупреден, че германският флот изглежда е подготвен да отплава на следващата сутрин. Към 17:00 часа адмиралтейството прихваща сигнал от Шеер, „31 May G.G.2490“, с което става ясно, че предстои нещо голямо.
Без да знае целта на германците, Джелико и щабът му решават да позиционират британския флот така, че да попречи на немските сили да навлязат в северната част на Атлантика или в Балтийско море през Скагерак. Британците заемат позиция близо до Норвегия, което се оказва удачно място за прикриване на двата маршрута.
Адмирал Джелико поема командването над 16 дредноута от 1-ва и 4-та ескадри, както и три линейни крайцера от 3-та ескадра. Той поема на изток от Скапа Флоу в 22:30 часа на 30 май. Целта е да се срещне с 2-ра ескадра, включваща 8 дредноута и командвана от вицеадмирал Мартин Джерам, която идва от Кромарти. Атакуващата сила на Франц фон Хипер тръгва към 01:00 часа на 31 май, насочвайки се на запад от Хелголанд, следвайки изчистена пътека сред минните полета, водеща на север. Основната германска сила от 16 дредноута от 1-ва и 3-та ескадри тръгва към 02:30 часа, като към нея се присъединяват 6 дредноута от 2-ра ескадра (идваща от Елба) към 04:00 часа близо до Хелголанд. По-бързата сила на Дейвид Бийти, съставена от шест кораба от 1-ва и 2-ра ескадри плюс четирите кораба на 5-а ескадра, напуска Фърт оф Форт на следващия ден. Джелико планира да се срещне с него на около 140 km западно от Скагерак, близо до полуостров Ютланд, където да изчака германските сили да се появят.

## Ход на битката
|                     | Британски | Германски |
| ------------------- | --------- | --------- |
| Дредноути           | 28        | 16        |
| Додредноути         | 0         | 6         |
| Линейни крайцери    | 9         | 5         |
| Броненосни крайцери | 8         | 0         |
| Леки крайцери       | 26        | 11        |
| Разрушители         | 79        | 61        |
| Хидроавионосци      | 1         | 0         |

Военните кораби по това време са въоръжени с оръдия, стрелящи със снаряди с различно тегло, носещи бойни глави с осколъчно-фугасен заряд. При Ютланд, общото тегло на снарядите на страничните корабни оръдия за британците е 150 760 kg, докато за немците теглото е 60 879 kg. При това не се отчита способността на някои кораби и екипажът им да стрелят повече или по-малко бързо от останалите, което би увеличило или намалило интензивността на огъня за даден съд в определен интервал от време.
Флотът на Джелико е разделен на две части. Основната сила е съставена от 24 линейни кораба и 3 линейни крайцера. Линейните кораби са групирани на три ескадри с по 8 кораба, които от своя страна са подразделени на групи по 4, всяка от които се командва от флагман. Съпровождат ги 8 броненосни крайцера (класифицирани от Кралските ВМС като „крайцери“ след 1913 г.), 8 леки крайцера, 4 скаут крайцера, 51 разрушителя и един минен заградител.
Британските сили отплават без три от линейните си кораба: „Емперър оф Индия“, „Куин Елизабет“ и „Дредноут“. Чисто новият „Роял Соверен“ е оставен – само с три седмици на служба и неопитен екипаж, корабът е оценен като неготов за битка.
Британската рекогносцировка се предоставя от линейните крайцери на Дейвид Бийти: 6 линейни крайцера, 4 бързо линейни кораба тип „Куин Елизабет“, 14 леки крайцера и 27 разрушителя. Въздушното разузнаване се извършва от хидроавионосеца „Енгадин“.
Германският флот под командването на Шеер също е разделен на основна сила и отделна разузнавателна сила. Основната сила на Шеер е съставена от 16 линейни кораба и 6 додредноута във формация, подобна на британската. Те са съпровождани от 6 леки крайцера и 31 торпедни лодки.
Разузнавателната сила на немците, ръководена от Франц фон Хипер, е съставена от 5 линейни крайцера, 5 леки крайцера и 30 торпедни лодки. Германците не разполагат с еквивалент на „Енгадин“, от който могат да излитат самолети, но разполагат с дирижабли, които могат да патрулират водите.
Всичките линейни кораби и линейни крайцери от двете страни са въоръжени с различни торпеда. Британските линейни кораби носят по три или четири подводни торпеда. Линейните крайцери носят от две до пет. Германските линейни кораби носят по пет или шест подводни торпеда, а линейните им крайцери носят по четири или пет.
Германският флот е затруднен от ниската скорост и относително слабото въоръжение на шестте додредноута, които ограничават максималната скорост на флота до 33 km/h, докато максималната скорост на британския флот е 39 km/h. От британска страна, осемте броненосни крайцера са ограничени откъм скорост и защита.

## Действия на линейните крайцери
Маршрутът на британските линейни крайцери преминава през сектора, патрулиран от подводницата U-32. След като получава заповед да започне операцията, подводницата заема позиция на 130 km източно от остров Мей през нощта на 31 май. Към 03:40 часа тя забелязва крайцерите „Галатея“ и „Фейтън“, напускащи базата си с 33 km/h. Подводницата изстрелва едно торпедо срещу водещия крайцер от разстояние 900 m, но перископът ѝ заяжда на повърхността, издавайки местоположението на подводницата, докато маневрира към позиция за изстрелване на второ торпедо. Водещият крайцер завива в опит да избегне торпедото, докато вторият крайцер захожда към подводницата с цел да я блъсне. U-32 моментално се спуска в дълбочина, а към 04:10 часа вижда два линейни крайцера, плаващи в посока югоизток. Те са твърде далеч, за да бъдат нападнати, но все пак капитанът на подводницата докладва, че е забелязал общо четири кораба.
U-66 също трябва да патрулира около Фърт оф Форт, но е принудена от патрулиращите британски съдове да се насочи на север до позиция на 100 km от Питърхед. Това я поставя в досег с 2-ра ескадра, която идва от Морей Фърт. Към 05:00 часа ѝ се налага бързо да се гмурне, когато крайцерът „Дюк оф Единбург“ се появява от мъглата, плавайки към нея. След крайцерът се движат още един крайцер („Боудисея“) и осем линейни кораба. U-66 се приближава на 320 m от линейните кораби, за да атакува, но е принудена да се гмурне отново, поради наближават разрушител. Към 06:35 часа докладва, че въпросните кораби се движат на север.
Курсовете, докладвани от двете подводни лодки, са грешни, тъй като те отразяват кривването на плаване по зигзаг, предприето от британските кораби, за да избегнат подводниците. Съчетани с прихванатите съобщения, че още кораби напускат Скапа Флоу по-разно през нощта, те оставят у немците впечатление, че британският флот се е разделил на отдалечаващи се групи, което е точно това, което немците търсят.
Корабите на Джелико продължават към сборния пунк невредими и незасечени. Обаче той е подведен от доклад на адмиралтейското разузнаване, който съобщава, че германската основна сила все още е в пристанището си. Контраадмирал Томас Джаксън поисква от разузнаването да узнае текущото местоположение на силите на адмирал Шеер. Разузнаването отговаря, че силите му излъчват сигнали от Вилхелмсхафен. Щабът на разузнаването вече знае, че Шеер използва различни кодове в открито море, но никой не пита за тази информация и не обяснява причината за заявката (за намиране на немския флот).
Германските линейни крайцери изчистват минните полета около Амрум към 09:00 часа. След това продължават на северозапад, преминавайки на 55 km западно от фара Хорнс Рев на път за Скагерак. Основните германски сили ги следват, намирайки се на 80 km зад тях. Линейните крайцери образуват предна линия, докато четирите крайцера от 2-ра ескадра и съпровождащите торпедни лодки образуват дъга 13 km, обхващаща фронта и страните им. Една група торпедни лодки охраняват линейните крайцери отблизо. Основната сила приема подобна формация. Вятърът е умерен, което позволява употребата на цепелини, така че към 11:30 часа са изпратени пет такива: L14 към Скагерак, L23 към Пентланд Фърт, L21 към Питърхед, L9 към Съндърланд и L16 към Фламборо Хед. Видимостта обаче все още е лоша, тъй като облаците се спускат до 300 m.

### Контакт
Към 14:00 часа корабите на Бийти пътуват на изток, приблизително на същата географска ширина като ескадрата на Хипер, който плава на север. Ако курсовете бяха останали непроменени, Бийти би преминал между двете германски сили, 64 km южно от линейните крайцери и 32 km северно от главната сила, което би го хванало в капан. Той нарежда спиране на разузнавателния патрул на 420 km източно от Великобритания, след което да поеме на север и да се прегрупира със силите на Джелико. Корабите на Бийти са разпределени в три колони, като две ескадри от линейни крайцери водят групите в успоредни линии на 5 km една от друга. 5-а ескадра е стационирана на 8 km северозападно, докато стена от крайцери и разрушители е разпръсната югоизточно от линейните крайцери. След завоя 5-а ескадра се оказва начело на британските кораби в най-западната колона, а ескадрата на Бийти покрива центъра и тила.
Към 14:20 часа на 31 май, въпреки гъстата мъгла и ограничената видимост, разузнаването на силата на Бийти докладва контакт с вражеските кораби на югоизток. Британските леки единици, проучващи неутрален датски параход, спрял между двата флота, се натъкват на два германски разрушителя и започват схватка с тях. Първите изстрели отекват в 14:28 часа, когато британските крайцери „Галатея“ и „Фейтън“ откриват огън по германски торпедни лодки, които се изтеглят назад към своите леки крайцери. Към 14:36 часа германците отбелязват първо попадение, когато лекият крайцер „Елбинг“ удря „Галатея“ от голямо разстояние.
Бийти започва да придвижва линейните си крайцери и съпровождащите ги сили на югоизток и после на изток, целейки да откъсне германските кораби от базата им. След това нарежда на „Енгадин“ да впусне хидроплан, който да се опита да получи повече информация относно размера и местоположението на германските части. Това е първият случай в историята на употреба на корабен хидроплан за разузнаване в морска битка. Хидропланът на „Енгадин“ намира и докладва германски леки крайцери малко преди 15:30 часа и попада под зенитен обстрел.
За нещастие на Бийти неговите промени по първоначалния курс в 14:30 часа не са получени от 5-а ескадра на Хю Евън-Томас, тъй като последният кораб в колоната, линейният крайцер „Тайгър“, вече не е в позиция, от която може да изпраща светлинни сигнали към Евън-Томас, както му е наредено. Докато преди завоя на север „Тайгър“ е най-близкият кораб до Евън-Томас, сега той се намира по-далеч от „Лайън“ на Бийти. Ситуацията се влошава допълнително, защото Евън-Томас не е информиран за заповедите в ескадрата на Бийти. От корабите се очаква да се подчиняват с точност на заповедите за движение и да не се отклоняват от тях. Инструкциите на Бийти предполагат офицерите му да проявят инициативност и да поддържат формация около флагманския му кораб. Сега четирите линейни кораба тип „Куин Елизабет“, които са най-бързите и най-тежко въоръжените в света по това време, плават по стария курс в продължение на няколко минути, озовавайки се на 16 km зад групата. Бийти, който има възможността и причините да концентрира силите си, все пак решава да отпътува с пълна скорост. Разделянето на силите има сериозни последици за британците, коствайки им численото и огневото превъзходство през първия половин час от битката.
Докато видимостта благоприятства германците, линейните крайцери на Хипер, плаващи приблизително на северозапад, към 15:22 часа забелязват ескадрата на Бийти на разстояние 24 km, докато силите на Бийти идентифицират линейните крайцери на Хипер едва към 15:30 часа (позиция 1 на картата). Към 15:45 часа Хипер поема на югоизток, за да привлече Бийти към Шеер, който се намира на 74 km югоизточно и разполага с повече огнева мощ.

### Надпревара на юг
Поведението на Бийти през следващите 15 минути става обект на множество критики, тъй като неговите кораби имат по-голям обсег и числено превъзхождат германската ескадра, но въпреки това той не заповядва огън повече от 10 минути, докато германските кораби са в обсега му. Той, също така, не използва наличното време, за да регрупира линейните си крайцери в бойна формация, което води това, че те все още маневрират, когато започват битката.
В 15:48 часа, докато двете враждебни сили се намират грубо успоредно на 14 km една от друга, Хипер открива огън, а британците отвръщат (позиция 2). Така започва откриващата фаза на сражението между линейните крайцери, в която британците гонят германците на юг, докато Хипер съвсем целенасочено ги води към Шеер. През първите минути на последвалата битка всички британски кораби, освен „Принцес Роял“, стрелят много над германските си мишени, поради лошите условия на видимост, преди да успеят да се прицелят успешно. Само „Лайън“ и „Принцес Роял“ са заели подходящи места във формация, докато останалите четири кораба са възпрепятствани при прицелването, поради собственото си завиване. Бийти се намира от наветрената страна спрямо Хипер, поради което димът от димоходите и оръдията от собствените му кораби му загриват целите. На всичко отгоре, небето на изток е облачно, поради което сивите немски кораби се различават трудно на голямо разстояние.
Бийти нарежда на корабите си да стрелят в линия, като всеки британски кораб стреля поне по един германски. Обаче поради поредната грешка със сигналния флаг и вероятно защото „Куин Мери“ и „Тайгър“ не могат да видят водещия германски кораб от пушека, вторият германски кораб, „Дерфлингер“, остава извън огъня и свободен да стреля без някой да му противодейства. „Молтке“ привлича огъня на два от линейните крайцери на Бийти, но продължава да стреля с голяма точност, удряйки „Тайгър“ 9 пъти през първите 12 минути. Благоприятствани от по-добрата видимост, петте линейни крайцера на Хипер бързо отбелязват попадения по шестте британски кораба. Едва след седем минути обстрел, британците успяват да отбележат първия си удар.
Към 16:00 часа 30,5-cm снаряд от „Лютцов“ разрушава една от средните оръдейни кули на флагманския кораб на Бийти, „Лайън“. Десетки души от екипажа загиват на момента, но много по-големи щети са избегнати, когато смъртно раненият командир на оръдейната кула, Франсис Харви, бързо нарежда вратите на муниционния склад да се затворят и той да се наводни. Това предотвратява взрив към 16:28 часа, когато искра запалва кордитните заряди под кулата. „Лайън“ е спасен. „Индифатигъбъл“ няма този късмет – в 16:02 часа той е ударен в кърмата от три 28-cm снаряда от „Фон дер Тан“, което го поврежда достатъчно, за да го изкара извън строя и да взриви кърмовия муниционен склад. Малко след това, макар на рба на обсега си, „Фон дер Тан“ нанася още един удар по „Индифатигъбъл“. Падащият снаряд вероятно пробива тънката горна броня, а секунди по-късно корабът е разкъсан от още един взрив, при което потъва скоропостижно с екипажа си, 1019 души, от които оцеляват само двама(позиция 3).
Ситуацията за Хипер се влошава към 16:15 часа, когато попада под обсега на британската 5-а ескадра. Така той трябва да се справя с огъня, идващ от четирите линейни кораби отзад, плюс останалите пет линейни крайцера на Бийти отдясно. Въпреки това той осъзнава, че примамката му е почти завършена, тъй като корабите му бързо приближават основната сила на Шеер. Към 16:08 часа водещият кораб на 5-а ескадра, „Баръм“, настига Хипер и открива огън от голямо разстояние, отбелязвайки удар с 38-cm снаряд по „Фон дер Тан“ едва след 60 секунди.
Към 16:25 часа „Куин Мери“ е ударен от комбиниран залп от „Дерфлингер“ и „Зайдлиц“. Корабът се разпада, когато и двата предни муниционни склада се взривяват. Загиват 1275 души, а оцеляват само девет.(позиция 4)
По време на надпреварата на юг, от 15:48 до 16:54 часа, германските линейни крайцери отбелязват общо около 42 удара по британските линейни крайцери (9 по „Лайън“, 6 по „Принцес Роял“, 7 по „Куин Мери“, 14 по „Тайгър“, 5 по „Индифатигъбъл“ и 1 по „Ню Зеланд“) и 2 удара по линейния кораб „Баръм“. От британска страна ударите са само 17 (4 по „Лютцов“, 5 по „Зайдлиц“, 6 по „Молтке“ и 2 по „Фон дер Тан“).
Малко след 16:26 часа залп удря „Принцес Роял“, който е обвит от пара и дим. Свързочник бързо скача на мостика на „Лайън“, обявявайки, че „Принцес Роял“ е взривен. В този момент Бийти се обръща към капитана с думите „изглежда има някакъв проблем с проклетите ни кораб днес“. Въпреки това, след като димът се разнася, се оказва, че „Принцес Роял“ всъщност не е потънал.
Към 16:30 часа водещите линейни кораби на Шеер забелязват далечните бойни действия. Скоро след това лекият крайцер „Саутхемптън“ забелязва силите на Шеер, избягвайки многобройни голямокалибрени залпове, за да докладва подробно за немските сили: 16 дредноута и 6 по-стари кораба. Тогава за пръв път Бийти и Джелико научават, че Шеер и флотът му въобще са в открито море. Междувременно цялостна и мащабна схватка бушува между разрушителите в пространството между линейните крайцери, докато британските и германските разрушители се сражават и се опитват да торпедират по-големите вражески кораби. Всяка страна изстрелва множество торпеда, но всички линейни крайцери успяват да избегнат атаките, с изключение на „Зайдлиц“, който е ударен отпред към 16:57 часа от торпедо на разрушителя „Петард“. Въпреки че леко се наводнява, „Зайдлиц“ успява да поддържа скоростта си. Британците неутрализират торпедната лодка V27, която немците скоро напускат и самопотапят, след което „Петард“ торпедира и потапя V29. Екипажът на двете торпедни лодки е спасен от S35 и V26. Междувременно, британските разрушители „Нестор“ и „Номад“ са обездвижени от снаряди, а по-късно са потопени от дредноутите на Шеер.

### Надпревара на север
Когато вижда авангарда на линейните кораби на Шеер на 20 km, към 16:40 часа Бийти нарежда на силата си от линейни крайцери да направи обратен завой и да се насочи на север, за да привлече германските към Джелико.(позиция 5) В този момент германците от гонени, стават гонещи. Тъй като Бийти отново не успява да сигнализира намеренията си адекватно, линейните кораби от 5-а ескадра, които са твърде назад, за да разчетат флаговете му, продължават да се движат директно срещу приближаващите сили на Шеер. В 16:48 часа, от голямо разстояние, водещите линейни кораби на Шеер откриват огън.
Междувременно към 16:47 часа Джелико вече е получил сведения, че Бийти води немския флот към него, и предупреждава корабите си. Към 16:51 часа той информира и адмиралтейството в Лондон.
Затрудненията на 5-а ескадра са изострени, когато Бийти дава заповед на Евън-Томас да завие последователно, вместо да завие изцяло, когато линейните кораби минават покрай него в 16:48 часа. Към 16:55 часа, когато 5-а ескадра попада в обсега на вражеските кораби, Евън-Томас предупреждава хората си да очакват внезапни маневри и да го следват. Заповедта да се завива последователно означава всеки кораб да завие, когато достигне определен участък от морето, което би дало на германския флот многократни възможности и достатъчно време да ги прихванат.
През следващия час 5-а ескадра играе ролята на ариергард за Бийти, привличайки огъня на всички околни немски кораби. Към 17:10 часа ескадрата на Бийти вече е извън обсега на линейните кораби на Хипер. Тъй като видимостта и балансът на силите вече са в полза на германците, за Бийти няма причина да рискува още линейни крайцери. Илюстративен за дисбаланса на силите е фактът, че до 17:45 часа никой от линейните крайцери на Бийти не отбелязва попадение, докато те получават пет удара. Сега единствените мишени, които са в обсега на германските кораби, са корабите на 5-а ескадра, които се обстрелвани едновременно от линейните крайцери на Хипер от изток и линейните кораби на Шеер от югоизток. Три от четирите британски кораба понасят щети: „Бърам“, „Уорспайт“ и „Малая“. Единствено „Валиант“ се отървава невредим.
Четирите линейни кораба могат по-добре да понесат тези удари, отколкото линейните крайцери. Никой от тях не е загубен, макар „Малая“ да претърпява тежки щети, пожар и множество човешки жертви. Междувременно огънят на четирите британски кораба е относително точен и ефективен – те отбелязват 13 попадения по вражеските линейните крайцери и 5 попадения по линейните им кораби (макар и да не нанасят сериозни щети).(позиция 6)

### Срещане на британските сили
Джелико вече осъзнава, че наближава схватка между двата флота, но не разполага с достатъчно информация относно местоположението е посоката на германците. За да помогне на Бийти към 16:05 часа, Джелико нарежда на контраадмирал Хорас Худ да потегли и да подкрепи силите на Бийти. 1-ви ескадрон патрулира авангарда на основната сила н Джелико, докато тя напредва постепенно на югоизток.
Към 17:33 часа броненосният крайцер „Блек Принс“ на крайния югозападен фланг на силата на Джелико вижда лекия крайцер „Фалмут“, който плава на около 8 km пред Бийти, като така се установява първия визуален контакт между сближаващите се сили на британския флот. Към 17:38 часа лекият крайцер „Честър“, прикриващ наближаващите линейни крайцери на Худ, е пресрещнат от авангарда на германските сили.
Числено превъзхождан от вражеските четири леки крайцера, „Честър“ попада под тежък обстрел, преди да му помогнат по-тежките съдове на Худ. Флагманският кораб на Худ, „Инвинсибъл“, неутрализира лекия крайцер „Висбаден“ малко след 17:56 часа. „Висбаден“ става неподвижна мишена за повечето британски кораби през следващия час, но не потъва и стреля торпеда по преминаващите вражески кораби. Междувременно леките крайцери обръщат ход към Хипер и Шеер, след като погрешно си помислят, че Худ води голяма сила от север и от изток. Настъпва хаотична битка между разрушители в мъглата и дима, докато германските торпедни лодки се опитват да отслабят пристигането на това ново формирования, но линейните крайцери на Худ избягват всичките торпеда. В хода на схватката, след като опитва торпедна контраатака, британският разрушител „Шарк“ е изведен от строя, но продължава да обстрелва преминаващите вражески кораби през следващия час.

## Схватка на флотите

### Разполагане
През това време, Бийти и Евън-Томас продължават сраженията с линейните крайцери на Хипер, този път с видимостта на своя страна. С няколко повредени кораба Хипер обръща ход назад към Шеер в 18:00 часа – точно когато флагманският кораб на Бийти, „Лайън“, е забелязан най-накрая от флагманския кораб на Джелико, „Айрън Дюк“. Джелико два пъти поисква да узнае последното местоположение на германския флот от Бийти, който не вижда немските кораби и не отговаря на въпроса до 18:14 часа. Междувременно Джелико получава смесени доклади за контакт с различна точност от леки крайцери на южния си фланг.
Джелико се намира в тревожно положение. Той трябва да знае местоположение на германския флот, за да прецени кога и как да разгърне линейните си кораби от крайцерската им формация (шест колони с по четири кораба) в една бойна линия. Разгръщането може да стане или при най-западната или при най-източната колона и трябва да е готово, преди германците да пристигнат. Все пак, прекалено ранното разполагане би представлявало риск да се изгуби възможността за решителна схватка. Разполагането на запад би доближило флота му по-близко до Шеер, получавайки ценно време, тъй като вече се стъмва, но германците могат да пристигнат преди маневрата да е завършена. Разполагането на изток би отдалечило силите от Шеер, но корабите на Джелико може да се окажат в много благоприятна позиция за атака – силите на Шеер ще са с открояващи се силуети на фона на залязващото Слънце, докато британските сили биха били трудно различими на фона на тъмните северни и източни небеса. Разгръщането отнема двадесет незаменими минути, а флотите наближават с пълна скорост. В едно от най-критичните и най-трудни тактически решения във войната въобще, Джелико нарежда разполагане на изток в 18:15 часа.

### „Ветровитият ъгъл“
Хипер се присъединява към Шеер и комбинираната им сила продължава на север, право към Джелико. Шеер не знае, че Джелико се намира в открито море, още повече, че го очаква на северозапад. Към този момент той е повече обезпокоен от намесата на корабите на Худ от север и изток. Оцелелите четири линейни крайцер на Бийти вече преминават авангарда на британските дредноути, за да се свържат с трите линейни крайцера на Худ. Наблизо, многобройните британски леки крайцери и разрушители по югозападния фланг си пресичат взаимно курсовете в опит да достигнат позициите си, често едвам избягвайки сблъсък и под огъня на приближаващите германски кораби. Този период на опасности и интензивен трафик, предвещаващ сливането и разгръщането на британските сили, по-късно става известен като „Ветровитият ъгъл“ (на английски: Windy Corner).
Осакатеният „Висбаден“, бидейки все още лесна мишена, привлича броненосните крайцери „Дифенс“ и „Уориър“. Когато те го приближават, за да го довършат, попадат право в мерника на приближаващите кораби на Хипер и Шеер. „Дифенс“ е обсипан с голямокалибрени снаряди от множество немски кораби, в резултат на което муниционните му складове зрелищно се взривяват. Корабът потъва с всичките му 903 души екипаж. „Уориър“ също е ударен лошо, но е пощаден, поради злополука на близкия линеен кораб „Уорспайт“. Рулевото управление на „Уорспайт“ е прегряло и
заяжда, след като 5-а ескадра предприема завой на север с висока скорост към 18:19 часа. Плавайки с максимална скорост в широки окръжности, „Уорспайт“ привлича вниманието на немските дредноути и поема 13 удара, като по този начин неволно помага на бедстващия „Уориър“. „Уорспайт“ е овладян и оцелява яростната атака, но е лошо повреден, трябва да намали скоростта си и се изтегля на север. По-късно (в 21:07 часа) му е наредено да се върне в пристанището от Евън-Томас. Впоследствие „Уорспайт“ оцелява и дори служи във Втората световна война. „Уориър“ от друга страна е изоставен и потопен на следващия ден, след като екипажът му е спасен от „Енгадин“, който тегли броненосния крайцер 160 km през нощта.
Докато „Дифенс“ потъва, а „Уорспайт“ описва окръжности, към 18:19 часа Хипер влиза в обсега на 3-та ескадра на Худ, но все още се намира и в обсега на корабите на Бийти. Първоначално видимостта помага на британците: „Индомитейбъл“ удря „Дерфлингер“ три пъти и „Зайдлиц“ веднъж, докато „Лютцов“ поема десет бързи удара от „Лайън“, „Инфлексибъл“ и „Инвинсибъл“, сред които се открояват два удара под ватерлинията, които в крайна сметка обричат флагманския кораб на Хипер. Към 18:30 часа „Инвинсибъл“ внезапно се появява като ясна мишена пред „Лютцов“ и „Дерфлингер“. Тогава двата кораба изстрелват по три залпа по „Инвинсибъл“ и го потапят за по-малко от 90 секунди. От 1032 души екипаж оцеляват шестима. Контраадмирал Худ е сред загиналите. От останалите британски линейни крайцери, само „Принцес Роял“ получава голямокалибрени удари по това време (два от „Маркграф“). „Лютцов“, който се наводнява и е изгубил радиокомуникацията си, вече е извън боя и прави опити да се изтегли. Поради тази причина, Хипер напуска флагманския си кораб и се премества на торпедната лодка G39, надявайки се по-късно да се качи на някой от другите линейни крайцери.

### „Поставяне чертичката над Т-то“
Към 18:30 часа основните военни действия се съединяват за пръв път, като Джелико на практиката „поставя чертичката над Т-то“ (на английски: Crossing the T) на Шеер. Офицерите на водещите германски кораби и самият Шеер са изненадани, когато излизат от облаците дим, само за да се озоват изправени срещу огромната огнева мощ на основния британски флот (незнаейки че той дори е в открито море), подредена в линия. Флагманският кораб на Джелико, „Айрън Дюк“, бързо отбелязва седем попадения по германския дредноут „Кьониг“, но в хода на кратката схватка, само 10 от 24-те британски дредноути откриват огън. Германците са възпрепятствани от лоша видимост, освен че са в неблагоприятно тактическо положение. Осъзнавайки че е поел към смъртоносен капан, Шеер нарежда на флота си да поеме обратен курс към 18:33 часа. Под плащ от дим и мъгла, силите на Шеер се откопчват от схватката чрез експертно извършен завой на 180° в унисон, което е добре отрепетирана спешна маневра на германския флот.
Съзнаващ риска, който представляват торпедата за големите му кораби, Джелико не тръгва веднага в преследване, а се отправя на юг, целейки да държи немските кораби от западната си страна. Към 18:40 часа линейните кораби в задната част на редицата на Джелико вече виждат и избягват торпеда, а в 18:54 часа „Марлборо“ е ударен от торпедо (вероятно от осакатения „Висбаден“), което намалява скоростта му значително. Междувременно, Шеер, който знае че все още не се е стъмнило достатъчно, за да избяга, и че флотът му ще пострада тежко от огън в тила, поема на изток към 18:55 часа. С тази си маневра той цели да изненада врага и да улесни изтеглянето си през нощта. Уви, завоят на изток отново поставя корабите му право срещу разгърнатата бойна линия на Джелико.
През това време повреденият британски разрушител „Шарк“ се сражава отчаяно срещу група германските торпедни лодки, но в крайна сметка е потопен към 19:02 часа от германския разрушител S54.

### „Боен обрат“
Британската 2-ра ескадра от леки крайцери се изплъзва от огъня на германските линейни кораби за втори път, за да установи контакт с основния флот малко след 19:00 часа. Към 19:00 часа Джелико вече е пресякъл Т-то на Шеер отново. Този път огневата дъга е по-гъста и по-смъртоносна, нанасяйки тежки щети по германските линейни кораби, особено по водещата 3-та ескадра („Кьониг“, „Гросер Курфюрст“, „Маркграф“ и „Кайзер“ са всичките ударени, заедно с „Хелголанд“ от 1-ва ескадра), докато от британска страна само „Колосус“ понася два удара от „Зайдлиц“.
В 19:17 часа, за втори път в рамките на част, Шеер обръща числено превъзхождания си флот на запад, използвайки тактиката „боен обрат“ (на немски: Gefechtskehrtwendung). С тази маневра, линията на корабите може да се завърти за кратко време и да се върне назад, възстановявайки на линията. Обаче тактиката този път е изпълнена със затруднение, тъй като германските водещи ескадри започват да изпадат от формация под концентрирания вражески обстрел. За да попречи на британците да го подгонят, Шеер нарежда голяма торпедна атака на разрушителите си и саможертвено втурване напред на четирите линейни крайцера от Първа разузнавателна група. По това време Хипер все още се намира на борда на торпедната лодка G39 и не може да командва ескадрата си ефективно за атака. Впоследствие Дерфлингер повежда вече тежко повредените германски линейни крайцери право към силно концентрирания оръдеен огън на противника.
Всички линейни крайцер, освен „Молтке“, са ударени и допълнително повредени, докато 18 от британските линейни кораби ги засипват със снаряди едновременно. „Дерфлингер“ губи две оръдейни кули. Екипажът на Първа разузнавателна група дава много жертви, но оцелява мелето и успява да избяга с другите линейни крайцери, когато Шеер се измъква и вкарва разрушителите в настъпление. През тази кратка, но интензивна част от сражението, от 19:05 до 19:30 часа, германците претърпяват 37 тежки попадения, докато нанасят само две. Само „Дерфлингер“ е ударен 14 пъти.
Докато германските линейни крайцери привличат британския огън, Шеер се изплъзва, спускайки димна завеса. Междувременно, от 19:16 до 19:40 часа британските линейни кораби влизат в схватка с торпедните лодки на Шеер, които отприщват няколко вълни торпеда, за да прикриват изтеглянето му. Корабите на Джелико успешно избягват всичките 31 торпеда, изстреляни срещу тях. Освен това те успяват да потопят разрушителя S35, който изстрелва залп срещу „Айрън Дюк“. Британските леки сили потапят и V48, който преди това е бил обезвреден от „Шарк“. Тези действия костват на британците ценно време и обсег през последните светли части на деня, което позволява на Шеер да избави тежките си кораби от боя.
Последната голяма размяна на огън между големи кораби в битката настъпва точно преди залез, от 20:19 до 20:35 часа, когато оцелелите британските линейни кръстосвачи са срещнати от германски такива. Британските части претърпяват един тежък удар по „Принцес Роял“, но нанасят пет удара по „Зайдлиц“ и три по други кораби.

## Действия през нощта
В 21:00 часа Джелико, съзнаващ недостатъците на флота си през нощта, решава да се опита да избегне голяма схватка поне до сутринта. Той съставя редица от крайцери и разрушители на 8 km зад флота си, които да патрулират тила, докато той плава на юг към планирания път за бягство на Шеер. Шеер избира да прекоси следата на Джелико и да се измъкне покрай рифа Хорнс. За негов късмет, повечето от леките сили в ариергарда на Джелико не успяват да докладват седемте отделни контакта с врага през нощта. Малкото радио съобщения, изпратени към британския флагмански кораб, така и не са получени, което е възможно да се дължи на заглушаване от страна на немците. Голяма част от разрушителите изпускат повечето си възможности да атакуват откритите вражески кораби, въпреки надеждите на Джелико, че разрушителите ще могат да блокират пътя на германския флот.
Джелико и командирите му не разбират, че бесният обстрел и взривове на север (на които всички британски кораби стават свидетели) са от германските тежки кораби, които пробиват през редиците в тила на британския флот. Вместо това те вярват, че боевете са от нощни набези на германски разрушители. Най-силните британски кораби от 5-а ескадра наблюдават директно как германски линейни кораби минават зад тях и се сражават с британските леки части на разстояние от 5 km или по-малко. Артилеристите от „Малая“ се приготвят за огън, когато капитанът им ги спира, съобразявайки се с авторитета на контраадмирал Евън-Томас. Никой от двамата командири не докладва тези събития на Джелико, считайки, че той самият ги вижда и че разкриването на позицията на флота чрез радиокомуникация или стрелба е неразумно.
Докато естеството на бягството на Шеер и бездействието на Джелико са показателни за цялостното германско превъзходство в нощния бой, резултатите от действията през нощта не са по-ясно очертани от тези от битката като цяло. В първата от много изненадващи срещи с тъмни кораби на близко разстояние, „Саутхемптън“, който разузнава неуморно, е тежко повреден от германски леки крайцери, но успява да уцели с торпедо „Фрауенлоб“, който потъва в 22:23 часа с целия си екипаж от 320 души.
От 23:20 часа до около 02:15 часа няколко британски разрушителя предприемат торпедна атака срещу германския флот в поредица от хаотични схватки при изключително късо разстояние (често под километър). С цената на пет потопени разрушителя, те успяват да торпедират лекия крайцер „Росток“, който потъва няколко часа по-късно, и додредноута „Померн“, който избухва и потъва с целия си екипаж (839 души) към 03:10 часа, по време на последната вълна от атаки преди изгрев слънце. Три от британските разрушителя се сблъскват в хаоса, а германският линеен кораб „Насау“ се врязва в британския разрушител „Спитфайър“, унищожавайки по-голямата част от надпалубните съоръжения само с дулните газове от големите си оръдия, които не могат да се свалят достатъчно, за да ударят кораба директно. „Насау“ остава с 3,4-метрова дупка от едната си страна, което намалява скоростта на кораба до 28 km/h. „Спитфайър“ оцелява и успява да се отегли до пристанище. Германският крайцер „Елбинг“ е блъснат по погрешка от „Позен“ и изоставен, потъвайки рано на следващия ден. В хода на нощните боеве са загубени британските разрушители „Типерари“, „Ардънт“, „Форчън“, „Спароухоук“ и „Търбюлент“.
Малко след полунощ на 1 юни „Тюринген“ и други германски линкори потопяват „Блек Принс“, който без да иска попада в немската бойна линия. Привикан като част от заградителната сила на няколко километра пред основната британска сила, „Блек Принс“ губи контакт в тъмнината и заема позиция близо до това, което взема за британската линия. Много скоро германците идентифицират новия съд сред редиците им и откриват огън. Засипан със снаряди, „Блек Принс“ се взривява с целия си екипаж от 857 души. Загубени в тъмнината, линейните крайцери „Молтке“ и „Зайдлиц“ имат подобна съдба, озовавайки се опасно близко до британската бойна линия, но са пощадени от британските капитани, които отново отказват да открият огън по тях от страх, че ще разкрият позицията си.
Към 01:45 часа потъващият линеен крайцер „Лютцов“, фатално ударен от „Инвинсъбъл“ в хода на битката, е торпедиран от немския разрушител G38 по заповед на капитана на „Лютцов“, след като екипажът му от 1150 души е прехвърлен на съседните разрушители. В 02:15 часа германската торпедна лодка V4 изведнъж губи носа си от удар. V2 и V6 се притичат на помощ, спасявайки екипажа на кораба, след което V2 го самопотапя. Тъй като наблизо няма врагове, приема се, че корабът е ударил морска мина или е бил торпедиран от подводница.
Към 02:15 часа пет британски кораба от 13-а флотилия се прегрупират и тръгват на юг. Към 02:25 часа те забелязват тила на германската линия. „Марксман“ се допитва до водача „Чемпиън“ дали смята, че това са британски или германски кораби. Отговаряйки, че му се струват германски, „Марксман“ завива на изток, далеч от германската линия. Всички освен „Морсби“ го последват. „Морсби“ взема корабите за 4 додредноута на разстояние от 3 km. „Морсби“ вдига флаг, сигнализиращ, че врагът се намира на запад, след което се приближава до разстояние за стрелба, изстрелвайки торпедо в 02:37 часа, преди да се върне към флотилията си. Четирите додредноута се оказват два додредноута, „Шлезвиг-Холщайн“ и „Шлезиен“, и два линейни крайцера, „Фон дер Тан“ и „Дерфлингер“. „Фон дер Тан“ забелязва торпедото и го избягва. „Морсби“ се присъединява към „Чемпиън“ с убеждението, че е отбелязал попадение.
Накрая към 05:20 часа, докато флотът на Шеер се прибира у дома, линейният кораб „Остфризланд“ удря британска мина, при което загива един човек, а са ранени десет, но все пак успява да се завърне в пристанището. „Зайдлиц“, тежко повреден и почти потъващ, едва оцелява обратния път. След като удря плитчина и поема още вода на 1 юни, се налага да му бъде помогнато да влезе в пристанището с кърмата напред. Там спуска котва към 07:30 часа сутринта на 2 юни.
Германците са подпомогнати в бягството си от неуспеха на британското адмиралтейство в Лондон да предаде седем прихванати от разузнаването радиосъобщения с особена важност, издаващи истинското местоположение, курс и намерения на германския флот през нощта. Едно съобщение е предадено на Джелико в 23:15 часа, което правилно докладва курса и скоростта на германския флот към 21:14 часа. Обаче грешните сведения от по-рано, които докладват германския флот като намиращ се още в пристанището, както и сигнал от разузнаването, получен в 22:45 часа и даващ слабо вероятна позиция на германския флот, намаляват общото доверие към разузнавателните данни. Ако останалите съобщения, потвърждаващи информацията от 23:15 часа, са били предадени и ако британските кораби са били докладвали среднощните контакти с германските кораби, тогава Джелико би могъл да промени курса си така, че да пресрещне Шеер при рифа Хорнс. Неизпратените прихванати съобщения са били обработвани от младши офицер, оставен на смяна тази нощ, който не разбира важността им. Когато Джелико накрая разбира местоположението на Шеер към 04:15 часа, германският флот вече се намира твърде далеч, за да бъде хванат. Битката е приключила.

## Последствия

### Доклади
По обяд на 2 юни германските власти пускат изявление в пресата, претендирайки за победа, включваща унищожаването на линеен кораб, два линейни крайцера, два броненосни крайцера, лек крайцер, подводница и няколко разрушителя с жертвите на „Померн“ и „Висбаден“. Новините, че „Лютцов“, „Елбинг“ и „Росток“ са били самопотопени, не са оповестени, тъй като тази информация вероятно не е известна на врага. Победата при Скагерак е прославяна в пресата, нацията празнува, а децата получават ваканция. След войната битката все още се счита за победа за Германия и продължава да бъде считана за такава дори и след края на Втората световна война.
Във Великобритания първите официални новини идват от Германия. Корабите пристигат по пристанищата, а техният екипаж започва да изпраща съобщения до роднини и приятели, че са оцелели, докато 6000 други са загинали. Властите възнамеряват да потиснат новините, но те вече са се разпространили широко. Някои от пристигналите моряци откриват слухове са себе си, че са загинали, докато други търпят критики за загубата на битката. В 19:00 часа на 2 юни адмиралтейството пуска изявление, позоваващо се на информация от Джелико, съдържаща голи числа относно загубите от всяка страна. На следващия ден британските вестници приписват победа за германците. Британското общество е шокирано, че дългоочакваната битка завършва в победа за Германия. На 3 юни адмиралтейството прави друго изявление, в което немските загуби са увеличени. Все пак, добрите новини за британците идват на 7 юни, когато германците признават за загубата на „Лютцов“ и „Росток“. Международното възприятие на битката започва да се променя към британска победа.

### Оценки
При Ютланд, германците с 99 съда потапят 117 000 тона британски кораби, докато британците със 151 кораба потапят 63 000 тона германски кораби. Британците губят 6094 души, а германците губят 2551. В тактическо отношение, германският флот очевидно нанася повече щети на британския флот, отколкото той самия понася. Все пак, Шеер бързо осъзнава, че още такива изморителни битки биха сломили германския флот много преди британския. В стратегическо отношение, резултатът от битката представлява обект на широки анализи в литературата, без ясен консенсус. В голяма степен битката се счита за нерешителна, като все още това мнение е преобладаващо.
Германският флот излиза в Северно море още три пъти: през август и октомври 1916 г. и през април 1918 г. И трите не срещат особена съпротива и бързо са отменени, тъй като никоя страна не иска да рискува да се натъкне на мини или подводници. От друга страна, Джелико издава заповед, забраняваща на британския флот да плава южно от линията на рифа Хорнс, поради риска от мини и подводници.
Според други оценки, Ютландската битка, представляваща последното голямо сражение между линейни кораби, илюстрира неприложимостта на линейните кораби след развиването на подводниците, мините и торпедата. В този ред на мисли, най-важното последствие от битката е решението на германците да предприемат безразборна подводна война. Линейните кораби имат малка роля във Втората световна война, в хода на която става ясно, че подводниците и самолетоносачите са доминиращите оръжия във военноморската война.